# Museo abbaziale di Montevergine
Il Museo del santuario di Montevergine è un museo di tipo archeologico e d'arte, ubicato nella frazione di Montevergine, a Mercogliano, all'interno del santuario di Montevergine.

## Storia
A seguito del crollo della navata centrale della basilica nel 1629 e dell'incendio della foresteria nel 1611, molti frammenti dell'architettura del tempio del santuario di Montevergine, tavole votive e scene di presepe furono raccolte e conservate dai monaci: nel 1764 l'abate Iacunzo, dopo un'attenta catalogazione di tutti i reperti, alcuni risalenti anche all'antico tempio romano di Cibele, sul quale fu poi costruito il santuario, ne decise l'esposizione nel cortile del monastero, ma ben presto, a seguito della situazione non florida del santuario, i reperti furono spostati nelle cantine. Un primo museo venne aperto nel 1968, anche se in maniera provvisoria, mentre la sistemazione definitiva di tutte le opere è avvenuta nel 2000.

## Struttura
Il museo si estende per una superficie di circa 1.000 m² su due piani, divisi in quattro aree tematiche. La prima area è dedicata ai reperti lignei, ai dipinti ed alle icone: si conservano quadri come il Perdono di Giuseppe, San Francesco in estasi di Guido Reni, opere di Luca Giordano, Andrea Vaccaro, Mattia Preti e la Salomè di Battistello Caracciolo, riproduzione di quella del Caravaggio; di stampo medievale le tavole della Madonna in maestà, risalente al XIV secolo, voto di Margherita di Savoia e della Madonna allattante, del XII-XIII secolo e prima immagine ad essere venerata al santuario. Tra i reperti lignei si annoverano una cattedra appartenuta a Federico II ed un Cristo deposto del XIII secolo. Nella seconda area sono esposti oggetti di carattere liturgico come mitrie, ostensori, reliquiari, pianete, una croce astile del XV secolo, vari calici di scuola napoletana e siciliana, tra cui uno arricchito con turchesi, diamanti e ametiste; completa la sezione il tesoro della Madonna, costituito una serie di gioielli, spesso portati come ex voto ed apposti sul quadro fino al 1960, anno del restauro. Nella terza area sono invece raccolti reperti marmorei sia di epoca romana come un sarcofago strigilato, decorato con teste di Gorgoni e pezzi di sarcofago con raffigurazioni dell'amazzonomachia, sia di epoca medievale come il sarcofago Lautrec, sculture di Tino di Camaino e due pulvini romanici del XII secolo; da annoverare anche alcune ceramiche di origine romana, dipinte in nero. La quarta sezione è invece rappresentata da una stanzetta che ospita l'impronta della Madonna, ossia una pietra sulla quale è incisa un'arma, seconda la tradizione popolare appartenente a Maria.
Accanto al museo sono presenti nove sale che ospitano una mostra permanente di presepi, provenienti da diverse parti d'Italia e del mondo: nell'atrio si trovano sei vetrine con presepi regionali, nella prima sala un presepe che ripercorre gli episodi più importanti della vita di Cristo, opera di Alfredo Marzano, nella seconda sala un presepe romano di inizio XIX secolo, nella terza sala un presepe di Alberobello e uno abruzzese, nella quarta un presepe calabrese ed uno dal tipico scenario siciliano, nella quinta sala viene rappresentata una tipica scena di una famiglia riunita durante la vigilia di Natale, nella sesta sala un presepe veneziano, mentre dalla settimana sala iniziano i presepi provenienti da varie parti del mondo ed in questo caso quelli argentini, portoghesi, danesi e peruviani, nella sala successiva uno eschimese, uno vietnamita ed uno giapponese e nella nona sala uno palestinese; di questa mostra fanno parte anche un centinaio di presepi di piccole dimensioni.